# Ludolf Emil Hansen
Ludolf Emil Hansen (17. listopadu 1813, Lipsko – 15. června 1875, České Budějovice) byl českobudějovický knihkupec a nakladatel. Kromě osvětové práce prodával např. jedny z prvních místopisných pohlednic Šumavy (např. od fotografa Josefa Woldana a jiných).
Pocházel z evangelické rodiny lipského advokáta. V roce 1843 si pronajal knihkupectví tiskaře Zdarssy a po vypršení nájemní smlouvy zřídil (na dnešním náměstí Přemysla Otakara II.) vlastní knihkupectví. Od roku 1847 pak Ludolf Emil Hansen žil v Českých Budějovicích trvale. Vedle svého knihkupectví vydával v padesátých letech devatenáctého století list „Anzeiger aus dem südlichen Böhmen“. Když v roce 1875 zemřel, převzal firmu jeho syn Ludolf Edmund Hansen (* 10. února 1845 v rakouském Linci (Linz) – † 15. dubna 1903 v Českých Budějovicích). Ludolf Edmund Hansen provozoval otcovu firmu („L.E. Hansen“) až do roku 1945. Firma prodávala nejen knihy, učebnice, hudebniny, obrazové publikace ale vedla i velký sortiment časopisů a pohlednic. Provozovala půjčovnu, hudební antikvariát a velký sklad modlitebních knih. Měla pobočku v Českém Krumlově a zastoupení v Písku.
Byl pohřben na Staroměstském hřbitově v Českých Budějovicích, později však nechala rodina přenést jeho ostatky na nový hřbitov svaté Otýlie